# Константинос Мицотакис
Константинос Мицотакис (на гръцки: Κωνσταντίνος Μητσοτάκης) е гръцки политик, министър-председател на Гърция, лидер на дясната партия Нова демокрация.

## Биография
Роден е в махалата Халепа на град Ханя на Крит. Женен за Марика Януку. Има четири деца. Произхожда от семейство с дългогодишна традиция в гръцкия политически живот. Има роднински връзки с Елевтериос Венизелос. Завършил е право и икономика в Атинския университет. Говори немски, английски и френски език.
По време на Втората световна война участва в боевете срещу германците в Северна Гърция. Участва в съпротивителното движение (1941 – 1944), като един от ръководителите на движението Критска национална организация. За тази си дейност два пъти е осъждан на смърт. Награден с медал на Британския парламент (1986).
През 1964 г. е избран за депутат от Либералната партия. След военния преврат (1967) е арестуван. Успява да избяга и през август 1967 г. напуска страната. Установява се в Париж, Франция. В този период сътрудничи тясно с Константинос Г. Караманлис. Завръща се в Гърция в края на 1973 г. Веднага е арестуван и хвърлен в затвора в Ханея. Освободен е през 1974 г.
През 1977 г. основава Неолибералната партия и същата година е избран за депутат. През 1978 г. влива партията си в Нова демокрация на Караманлис. С.г. е назначен за министър за координацията. През 1980 г. при правителството на Н. Демокрация (министър-председател Георгиос Ралис) оглавява министерството на външните работи. В периода 1981 – 1984 г. е парламентарен говорител на Н. Демокрация. На 1 септември 1984 г. с голямо мнозинство е избран от парламентарната група за председател на партията.
На изборите произведени през юни 1989 г. Нова демокрация печели, но не може да състави самостоятелно правителство. Съставено е коалиционно правителство с партията Лява коалиция. С цел да се улесни коалирането Мицотакис отстъпва и предлага за министър-председател Дзанис Дзанетакис. С.г на предсрочни парламентарни избори Н. Демокрация печели, но отново не може да състави самостоятелно правителство. За министър-председател на коалиционното правителство е избран Ксенофонт Золотас.
На 9 април 1990 г. отново се произвеждат предсрочни парламентарни избори и този път партията печели и съставя самостоятелно правителство. За министър-председател е избран К. Мицотакис. Основната политическа линия на правителството е „освобождаване на икономиката от административно-бюрократичните ограничения и раздържавяване“.
След произвеждането на предсрочни парламентарни избори през октомври 1993 г. Н. Демокрация губи и минава в опозиция. Във връзка със загубата на 26 октомври същата година Константинос Мицотакис подава оставка като председател на партията. На 2 ноември е избран за почетен председател на Нова демокрация.
1. ↑  www.youtube.com